# Operatie Fortitude

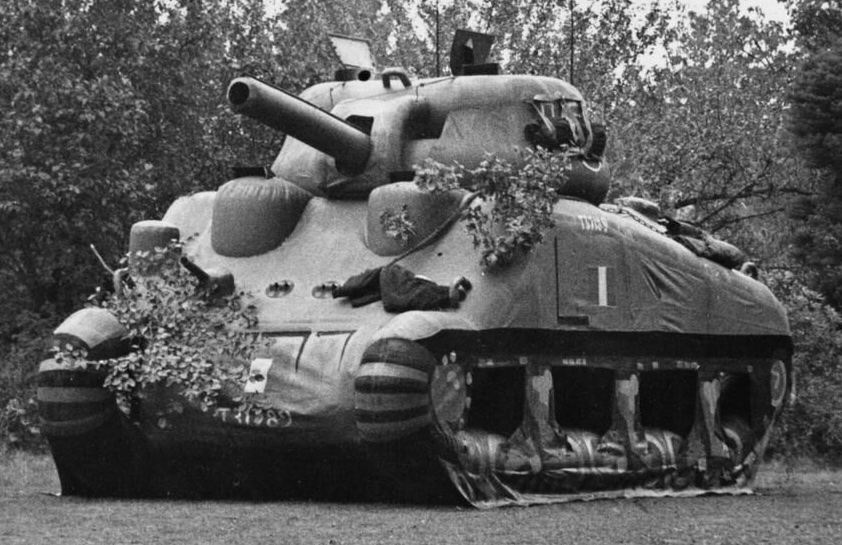
Een opblaasbare tank als afleiding

Operatie Fortitude was de codenaam van een afleidingsmanoeuvre voorafgaand aan de landing in Normandië. Deze operatie was onderdeel van de grotere operatie Operatie Bodyguard (oorspronkelijke naam was Jael), dit was al bedacht op de Conferentie van Teheran in november 1943. Met Operatie Fortitude wilden de geallieerden de Duitsers op het verkeerde been zetten door hen voor te spiegelen dat de grootste invasie niet in Normandië zou plaatsvinden. Hiertoe werd een fictieve legermacht onder leiding van George Patton ingezet, met valse codeberichten en de arrestatie van Duitse spionnen, die vervolgens als dubbelspionnen werden ingezet. De belangrijkste dubbelspion in deze operatie was Joan Pujol Garcia, Britse codenaam Garbo. Ook werd gedaan alsof Montgomery naar besprekingen in Gibraltar was, terwijl dit in werkelijkheid een acteur was en de echte Montgomery bevel voerde over de invasie van Normandië.
De hele Operatie Fortitude is op te splitsen in drie delen: Fortitude North, Fortitude South I en Fortitude South II. Fortitude North speelde zich in Noorwegen af en moest de Duitsers laten geloven dat daar een grote invasie zou beginnen. De Duitsers geloofden dit wel, maar stuurden geen extra troepen naar Noorwegen, wel lieten ze hun al gestationeerde troepen daar. Operatie South I was bedoeld om de Duitsers te laten geloven dat de grote invasie in het Nauw van Calais zou plaatsvinden. Op 6 juni 1944, de dag van de landing in Normandië, liet de Duitse Wehrmacht inderdaad haar pantsertroepen in Noord-Frankrijk, omdat men dacht dat Normandië een afleiding van de "echte invasie" was. Daarna begon Fortitude South II, waarbij de geallieerden nog steeds probeerden de Duitsers te laten geloven dat de echte invasie in Calais zou gaan plaatsvinden en wel 45 dagen na de invasie in Normandië. Churchill zei zelfs in een toespraak voor het Lagerhuis op de dag van de landing in Normandië dat dit de eerste van een reeks landingen was, ook al maakte hij zich hierdoor schuldig aan liegen tegen het Lagerhuis.
Het bestaan en de inzet van het spookleger ("ghost army) bleef ook na de oorlog een militair geheim. Pas in de jaren '90, toen de Koude Oorlog was geëindigd, kwam hierover iets naar buiten. In maart 2024 reikte het Amerikaanse Congres aan de paar nog levende oud-leden van deze eenheid de Congressional Gold Medal uit.